# 미나미가
《미나미가》(みなみけ 미나미케[*])는 사쿠라바 코하루 작가의 작품으로 《영 매거진》에 2004년부터 연재되고 있는 만화 및 이를 바탕으로 제작된 애니메이션이다.

## 개요
미나미 집안의 세 자매(하루카, 카나, 치아키)의 일상 생활을 그려낸 작품이다. 만화 원작 및 애니메이션 공히 이하의 문장을 서두에 달고 있어 그 이야기의 특징을 요약하고 있다.
〈この物語は南家3姉妹の平凡な日常を淡々と描くものです。過度な期待はしないでください。〉
(이 이야기는 미나미 집안 세 자매의 평범한 일상을 담담히 그린 것입니다. 과도한 기대는 하지 말아 주세요.)
만화 원작은 연재 진행 중이며, 단행본이 6권까지 출간되었다. 한국어판은 북박스를 통해 6권까지 출간되었다. 이외 타이완 및 홍콩에서 번역 발간되었다. (2009년 8월 현재)
일본에서 두 제작사가 TV 애니메이션을 만들었는데, 도우무(童夢)가 제작한 작품(1기)은 2007년 10월 7일부터 12월까지 방영되었으며, 아스리드가 제작한 2기는 2008년 1월 6일부터 《미나미가: 한 그릇 더》(みなみけ〜おかわり〜) 라는 제목으로, 3월 31일 종영되었다. 또, 2009년 1월에 다시 아스리드에서 제작된 애니메이션 3기가 《미나미가: 어서 와》 (みなみけ おかえり) 라는 제목으로 3월까지 방영되었다.
한편 대한민국에서는 2009년 3월 9일부터 1기 13편이 애니박스를 통해 방송되기 시작했다. 이후 2009년 5월 8일부터는 매주 금요일부터 일요일까지 2편씩 연속으로 챔프TV에서도 방송을 시작하였다. 2기인 《미나미가: 한 그릇 더》편은 애니박스에서 2009년 5월 5일부터, 챔프TV에서는 5월 22일부터 방영에 들어갔다.
현재(2013년 1월 기준) 미나미가 4기가 미나미가-다녀왔어 라는 제목으로 방영되고 있다.

## 등장인물
성우는 애니메이션 판의 성우를 나타낸다. (순서대로 일본어판/한국어판)

### 미나미가
미나미 하루카 (南 春香)
성우: 사토 리나 / 이현진
자매 중 맏이며, 고등학교 2학년이다. 온화한 성격이며 두 여동생들을 어릴 때부터 보살피고 있는데, 그 사실 때문에 다른 사람들에게 오해를 사기도 한다(호사카의 망상 참고). 카나와 치아키에겐 어머니와 같은 존재이다. 긴장할 만한 것이 없으면 풀어지기도 한다.
미나미 카나 (南 夏奈)
성우: 이노우에 마리나 / 윤미나
자매 중 둘째이고, 중학교 2학년이다. 트윈 테일의 소녀로 활발한 성격이지만, 앞뒤를 가리지 않고 행동하는 경향이 있어 문제를 일으키기도 한다. 치아키에게 항상 바보로 인식되는 민폐형 캐릭터. 기본적으로 마코토를 여장시켰고 코믹스에서도 아키라를 여장시킨 장본인이다.
미나미 치아키 (南 千秋)
성우: 치하라 미노리 / 박신희
자매 중 막내이고, 초등학교 5학년이다. 우등생이지만 남의 정곡을 찌르는 가혹한 재능을 가지고 있기도 하다. 외모의 포인트라고 할 수 있는 가운데 씨앗머리(가칭)가 움직일 때도 있다. 반쯤 감겨있는 눈은 보고싶지 않은 걸 보지 않기 위해서라고...하루카를 존경하고 있는 듯 하다.
후지오카 (フジオカ)
성우: 카키하라 테츠야 / 이현
크리스마스 때 후지오카가 치아키에게 선물한 곰인형이다. 후지오카라는 이름은, 본래 곰인형을 후지오카가 주었기 때문에 카나가 이름을 붙였다. 치아키는 선물 받은 이 곰인형을 소중히 여기고 있으며, 미나미가 1기 엔딩영상이나 '한 그릇 더'에서 작품 도중에 짧게 등장하는 경우도 있다. 치아키의 설명에 따르면 알래스카 출신이다.
타케루 (タケル)
성우: 아사누마 신타로 / 박서진
세 자매의 이종 사촌 오빠이며, 종종 그들을 방문해 보호자 역할을 한다. 미나미 가족들이 여행할 때 운전하는 역할을 맡지만 제대로 길을 찾기 힘든 모양.

### 다른 미나미가
미나미 토마 (南 冬馬)
성우: 미즈키 나나 / 서유리
다른 미나미가의 외동딸이다. 같은 성을 가지고 이름에 冬(겨울 동) 자가 있다는 이유(치아키의 '아키'는 秋(가을 추) 자다.)로 치아키의 동생 취급을 받고 있다. 치아키의 옆 반에 재학 중. 마코짱의 정체를 아는 몇 안되는 인물 중 하나이며, 치아키와 그 친구들을 만난 이후로 상당히 자주 어울린다. 4기에서부터 후지오카(인형)와 외형이 똑같은 파랑 인형을 제작 들고 다니게 되었다.
미나미 하루오 (南 春夫)
성우: 카와다 신지 / 이동훈
다른 미나미가의 장남이다. 극 중 본명이 밝혀지지 않았다가, 미나미 토마의 혼잣말과 미나미 치아키의 대사로 본명이 밝혀졌다. 장남이기에 春(하루,봄)이다.
미나미 나츠키 (南 夏樹)
성우: 요시노 히로유키 / 서원석
다른 미나미가의 둘째 아들이다. 둘째이기 때문에 夏(하:나츠)이다. 불량소년이였지만 호사카로 인해 배구부에 든 이후로 괜찮아졌다.
미나미 아키라 (南 秋羅)
성우: 하야마 다츠야 / 박서진
다른 미나미가의 셋째 아들이다. 셋째이기 때문에 秋(추:아키)이다. 만화판 117화에서 마코짱을 동갑으로 알고 반을 물어봤으며 이 상황을 모면하기 위해 카나가 후지오카가 온단 걸 전하면서 급하게 가발을 써서 변장을 하게 된다. 아키짱이라고 후지오카에게 소개 되었으며 카나에게 이상한 취미가 생기면 어떻할 꺼냐고 따지는 걸로 보아 그 변장을 여장으로 보는 것 같다. 후에 아키라는 학교에서 마코짱을 찾기도 한다.

### 하루카가 다니는 고등학교의 인물
마키 (マキ)
성우: 타카기 레이코 / 이명희
하루카의 같은 반 친구이다. 카나, 우치다 등과 어울리기 때문에 치아키에게 바보로 보이고 있다. 항상 호사카를 기분 나쁘다고 생각하고 있다. 원작의 설명에 따르면 활발함을 넘어 제발 조용히 해 주었으면 하는 캐릭터.
아츠코 (アツコ)
성우: 오노 료코 / 김민정
하루카의 같은 반 친구, 마키와는 중학교 때부터 알던 사이다. 자기 주장이나 존재감이 약한 편이라 자주 주변 사람들에게 무시를 당할 때도 있다. 마키 만큼 호사카를 싫어하지는 않는 모양. 토마의 성별을 정확히 몰라서 토마가 자기에게 안기면 난감해 한다.
하야미 (速水)
성우: 치바 사에코 / 이미나
배구부 소속 3학년생이다. 치아키가 존댓말로 이야기하는 얼마 안 되는 인물 중 하나, 항상 하루카를 배구부에 입부시키기 위해 노력한다. 가끔 '〈고급주스〉(?)'를 들고 오기도 한다. 호사카와 평범하게 지내는 몇 안 되는 인물.
호사카 (保阪)
성우: 오노 다이스케 / 최한
남자 배구부 부장의 3학년생이다. 상냥하고, 요리도 잘하나, 망상이 심하고 자신의 세계에 빠져 혼잣말을 하거나 과도한 몸짓으로 인해 대부분의 여자로부터 '기분 나쁘다'라는 평을 듣고 있다. 가끔 감격하면 윗도리를 벗는 버릇이 있다. 하루카를 좋아하고 있으며, 매니저가 되어주길 원한다. 망상 속에서 치아키와 카나를 하루카가 낳은 아이들이라는 설정이 되어있다. 왠지 하루카를 스토킹 하는 느낌이 있지만. 하루카에 대한 직접적인 간섭은 없다. 하야미에 따르면 호사카는 최선을 다하는 남자답다. 치아키에게 카레의 요정이라고 불리며 호사카 자신도 모르는 채 치아키의 편식을 고치는 데 일조하고 있다.
히토미 (ヒトミ)
성우: 사이토 아야카 / 윤아영
미나미 나츠키의 친구이다. 나츠키의 눈빛을 읽을 줄 알며, 자주 도와준다.

### 카나가 다니는 중학교의 인물
후지오카 (藤岡)
성우: 카키하라 테츠야 / 임경명
카나의 같은 반 친구, 축구부의 주전 선수로 여자 아이들에게 인기 만점. 카나를 짝사랑 하고 있으나, 카나에게 보내진 러브레터가 치아키에 의해 결투장으로 해석됨, 카나에게 두목이라고도 불림. 그 이후에도 짝사랑은 계속 된다. 하루카의 말에 따르면 후지오카의 분위기가 세 자매의 아빠와 비슷하다고 하여 그 때문에 치아키는 후지오카의 무릎 위나 다리 사이에 자주 앉아있다. 후지오카는 토마를 남자로, 마코짱을 여자로 생각하고 있어 여러 트러블이 생겨나기도 한다. 만화에서는 연필 끝이 가리키는 곳에 찾는 것이 있다는 타케루의 물건 찾기에 의해 카나의 가장 좋은 남편감임이 확인되었다.
케이코 (ケイコ)
성우: 고토 사오리 / 김성연
카나의 같은 반 친구, 항상 시험에서 100점을 맞는 우등생이다. 안경캐릭터. 카나나 리코가 하는 말이 이리저리 휘둘리는 경향이 있다.
리코 (リコ)
성우: 타카하시 아오 / 서유리
카나의 같은 반 친구. 후지오카를 짝사랑 하고 있다. 카나에게 나름대로 경쟁의식을 느낀다.
유우 (ユウ)
성우: 오오하라 모모코 / 이지현
3학년생, 3대 두목(한국판 3대 싸움짱), 하루카를 동경하고 있다.
히로코 (ヒロコ)
성우: 치바 사에코 / 이재현
유우의 동급생, 카나에게 하루카 전설을 전해준 인물. 가끔 사건을 일으키고 자신은 방관자라며 상황을 즐긴다.
미유키 (ミユキ)
성우: 난죠 요시노 / 박고운
카나의 동급생, 키에 대한 콤플렉스가 있는 듯 하다.

### 치아키의 다니는 초등학교의 인물
마코토, 마코짱 (マコト, マコちゃん)
성우: 모리나가 리카 / 박경혜
치아키의 같은 반 친구, 치아키 집에 놀러갔을 때 하루카에게 한눈에 빠진다. 하지만 이 사실을 안 치아키는 마코토를 초대하지 않으려 한다. 그렇기 때문에 카나는 치아키의 집에 오고 싶어하는 마코토를 여장시켜 '마코짱'을 탄생시킨다. 자신이 남자인 사실, 그리고 자신의 정체를 치아키와 하루카, 그리고 다른 사람들에게 들키지 않기 위해 노력한다. 이에 따라 여러 트러블이 생긴다.
우치다 유카 (内田 ユカ)
성우: 키타무라 에리 / 이지현
치아키의 같은 반 친구, 치아키에게 바보로 분류되고 있다. 카나와 자주 같이 어울리며, 카나의 말에 자주 휘둘리는 모습을 보인다. 카나의 설명에 따르면 '가장 불안해 보이는 아이'라고 한다. 카나와 함께 마코짱을 탄생시킨 장본인이기도 하다.
요시노 (吉野)
성우: 토요사키 아키 / 이재현
치아키의 같은 반 친구, 상당히 머리가 좋은 편이다. 마코짱의 정체가 마코토임을 눈치 채는 듯한 태도를 보였지만 정말로 눈치챈 것인지는 확실하지 않다. 우치다, 카나와 자주 함께 어울린다. 치아키가 함부로 대하지 못하는 몇 안되는 등장인물중 하나.
후유키 마스미 (冬木真澄)
성우: 사이키 미호 / 김성연
치아키의 친구, 원작에는 나오지 않는 인물이다. 안경을 쓴 소년으로, 미나미 자매의 옆집으로 이사 온다. 아버지와 함께 살고 있다. 치아키와는 같은 반이 아닌 옆 반의 토마와 같은 반이다. 상당히 예의가 바른 편이나 기가 센 편이 아니라 머뭇거리다가 자신이 하고 싶은 말을 할 기회를 놓쳐버릴 때가 많다. 아버지의 사정으로 12화에서 큐슈로 전학 갔다.
슈이치 (シュウイチ)
성우: 오호라 모모코 / 김민정
치아키의 친구, 치아키의 설명에 의하면 '플레인 요구르트'같은 아이다.
쿠마다 선생님 (クマダ 先生)
성우: 테라다 하루히
양호 선생님이다. 남자를 밝힌다.

### 그 외
선생님 (先生)
성우: 아사누마 신타로/최낙윤
〈선생과 니노미야군〉의 선생님. 원작에서는 제12화에 잠깐 등장.
니노미야 (二宮)
성우: 오오하라 모모코/서유리
〈선생과 니노미야군〉의 히로인. 교복을 입고 있으며 결혼에 대한 언급이 나와 고교생으로 보인다. 원작에서는 제12화에 잠깐 등장.

## 서적

### 단행본
2009년 8월 현재 일본과 한국에서는 6권까지 발매되었다. 한정판(혹은 특장판)은 일본에서만 발매되었다.

#### 일본
- 1권: 2004년 11월 5일 발매 (ISBN 978-4-06-361286-8)
- 2권: 2005년 11월 4일 발매 (ISBN 978-4-06-361377-3)
  - 한정판: 오리지널 CD-ROM 포함 (ISBN 978-4-06-362048-1)
- 3권: 2006년 11월 6일 발매 (ISBN 978-4-06-361484-8)
  - 특장판: 스페셜 부클릿 포함 (우지이에 도젠의 '여동생은 사춘기'와의 합작판 '미나미가도 여동생도 사춘기 (みなみけも妹も思春期)' 수록) (ISBN 978-4-06-362069-6)
- 4권: 2007년 9월 6일 발매 (ISBN 978-4-06-361593-7)
- 5권: 2008년 3월 17일 발매 (ISBN 978-4-06-361653-8)
  - 한정판: TV 2기 '미나미가 한 그릇 더' 1화 DVD 포함 (ISBN 978-4-06-362108-2)
- 6권: 2009년 6월 23일 발매 (ISBN 978-4-06-361795-5)
  - 한정판: OAD '미나미가 디저트' 포함 (ISBN 978-4-06-937297-1)

#### 대한민국
- 1권: 2006년 9월 28일 출간 (ISBN 978-89-5986-920-6)
- 2권: 2006년 9월 28일 출간 (ISBN 978-89-5986-921-3)
- 3권: 2006년 12월 28일 출간 (ISBN 978-89-255-0202-1)
- 4권: 2008년 1월 17일 출간 (ISBN 978-89-255-1434-5)
- 5권: 2008년 5월 29일 출간 (ISBN 978-89-255-1806-0)
- 6권: 2009년 8월 27일 출간 (ISBN 978-89-255-3348-3)

### 팬북
발매일은 일본 기준이며, 한국어판은 발매되지 않았다.
- 미나미가 + 오늘의 5의 2 캐릭터 팬북 (2006년 11월 6일 발매) (ISBN 978-4-06-372190-4)
- TV ANIMATION '미나미가' 팬북 (2008년 1월 4일 발매) (ISBN 978-4-06-375426-1)
- '미나미가 어서 와' 오피셜 팬북 (2009년 4월 6일 발매) (ISBN 978-4-06-375667-8)

## 애니메이션

### 미나미가
미나미가(일본어: みなみけ)는 2007년 10월부터 12월까지 TV도쿄 등에서 방송했다. 도우무에서 제작했다. 대한민국에선 2009년 3월 9일부터 1기 13편이 애니박스를 통해 방송되기 시작했다. 이후 2009년 5월 8일부터는 매주 금요일부터 일요일까지 2편씩 연속으로 챔프TV에서도 방송을 시작하였다.

#### 스태프
- 감독: 오타 마사히코
- 기획: 오오츠키 토시미치
- 시리즈 구성: 아오시마 타카시
- 캐릭터 디자인・총작화감독: 오치 신지
- 소도구 디자인: 와타나베 요시히로
- 연출조수: 아라이 쇼고
- 색채설계: 시부야 케이코, 마니와 유카
- 미술감독・미술설정: 스즈키 슌스케
- 촬영감독: 사사키 마사노리, 쿠보무라 마사키, 오키타 에이이치
- 편집: 타나카 츠네츠쿠
- 음향감독: 에비나 야스노리
- 음악: 미사와 야스히로
- 음악제작: 스타차일드 레코드
- 음악제작 협력: TV 도쿄 뮤직
- 협력: 영매거진 편집부, 마츠시타 타쿠야, 야마타니 나쿠루, 무로이치 고토
- 프로듀서: 야마나카 타카히로, 이케다 신이치
- 애니메이션 프로듀서: 안자이 타케츠, 니시오카 다이스케
- 애니메이션 제작협력: 메타피직 픽쳐스
- 애니메이션 제작: 도우무
- 제작: 미나미가 제작위원회 (킹레코드, 요미코광고사, 하쿠호도 DY 미디어 파트너스, 도우무)

#### 주제가
여는 곡《経験値上昇中☆》(경험치 상승중☆)
작사: 우란
작곡・편곡: 오오쿠바 카오루
노래: 미나미가 세자매 (사토 리나, 이노우에 마리나, 치하라 미노리)
닫는 곡《カラフルDAYS》(칼라풀 데이즈)
작사: 우란
작곡: 야마구치 아키히코
편곡: 키쿠야 토모키
노래: 미나미가 세자매 (사토 리나, 이노우에 마리나, 치하라 미노리)

#### 방영 목록
| 화수 | 부제(한국어)            | 부제(일본어)           | 각본            | 콘티                              | 연출                                          | 작화감독                                                                                        | 원작 화(권)                      |
| ---- | ----------------------- | ---------------------- | --------------- | --------------------------------- | --------------------------------------------- | ----------------------------------------------------------------------------------------------- | -------------------------------- |
| 1    | 미나미가 세자매         | 南さんちの三姉妹       | 아오시마 타카시 | 오타 마사히코                     | 오타 마사히코                                 | 무라카미 류이치 / 사다이 히데키 키요마루 사토루                                                 | 0(1), 1(1) 12(1), 2(1)           |
| 2    | 이상한 학교             | おかしな学校           | 코야마 히데아키 | 오자와 카즈히로 오스타니 마사히토 | 오스타니 마사히토                             | 토리야마 후유미 / 시로타 요시오 준요 하루나                                                     | 4(1), 3(1), 13(1) 5(1), 9(1)     |
| 3    | 공 차기 대장 다시 한 번 | 球蹴り番長再び         | 스기하라 켄지   | 오자와 카즈히로                   | 야바나 카오루                                 | 사다이 히데키 / 무라카미 류이치 미야케 유이치로 / 사와자키 마코토 와타나베 요시히로             | 6(1), 11(1), 14 (1)              |
| 4    | 사랑의 형태             | 恋もよう               | 코노 타카미츠   | 아미노 테츠로 야마자키 타카시     | 후세 야스유키 쿠로야나기 토시마사             | 타니가와 마사테루 / 타카야나기 요시유키                                                         | 7 (1), 23(2), 8(1)               |
| 5    | 바다에 가자             | 海に行こうよ           | 아오시마 타카시 | 오자와 카즈히로                   | 오자와 카즈히로                               | 사와자키 마코토 / 사토 아키라 사다이 히데키                                                     | 15(1), 10(1) 16(1), 19(1)        |
| 6    | 마코짱 탄생             | マコちゃん誕生         | 코야스 히데아키 | 키타무라 마사토                   | 키타무라 마사토                               | 우스기 이사무 / 미나미 신이치로 코미야마 유미코                                                 | 20(2), 28(2), 29(2)              |
| 7    | 다양한 얼굴             | いろいろな顔           | 스기하라 켄지   | 야마자카 타카시 시무라 히로아키   | 오스타니 마사히토                             | 토리야마 후유미 / 무라카미 츠토무                                                               | 35(2), 36(2), 37(2)              |
| 8    | 호사카                  | ほさか                 | 코노 타카미츠   | 아미노 테츠로 쿠로야나기 토시마사 | 후세 야스유키 쿠로야나기 토시마사             | 마츠무라 야스노리 / 타카야나기 요시유키 기쿠치 츠토무 / 마츠오 아키코                           | 21(2), 30(2), 42(3)              |
| 9    | 세자매의 일상           | 三姉妹日和             | 아오시마 타카시 | 오자와 카즈히로                   | 오자와 카즈히로                               | 무라카미 나오키 / 에가미 나츠키 오노 카즈히로 / 마츠무라 야스노리                               | 18(1), 32(2), 17(1) 34(2), 47(3) |
| 10   | 남자애×여자애           | おとこのこ×おんなのこ  | 코야스 히데아키 | 사토 타쿠야                       | 야바나 카오루                                 | 타카노 카즈시 / 타니가와 마사테루 사토 토시아키                                                 | 40(3), 41(3) 43(3), 48(3)        |
| 11   | 이웃집 미나미네         | となりの南さん         | 스기하라 켄지   | 미카모토 야스미                   | 이시카와 큐이치 오타 마사히코 미카모토 야스미 | 타케우치 아키라 / 사와자키 마코토 무라카미 츠토무 / 준요 하루나                                 | 49(3), 51(3) 55(3), 56(3)        |
| 12   | 크리스마스와 이브       | クリスマスとかイブとか | 아오시마 타카시 | 아미노 테츠로 오지와 카즈히로     | 쿠로야나기 토시마사 후세 야스유키             | 쿠도 토시하루 / 타카기 하루미 마츠오 아키코                                                     | 24(2), 26(2)                     |
| 13   | 겉도는 사랑             | 恋のからまわり         | 코노 타카미츠   | 아미노 테츠로 아라이 쇼고         | 야바나 카오루 아라이 쇼고                     | 타카노 카즈시 / 오가와 이치로 오노 카즈히로 / 이마자토 요시토 쿠도 토시하루 / 마츠무라 야스노리 | 25(2)                            |

### 미나미가 ~한 그릇 더~
미나미가 ~한 그릇 더~(일본어: みなみけ〜おかわり〜)는 2008년 1월부터 3월까지 1기와 같은 방송국에서 방영되었다. 1기와 다르게 아스리드에서 제작하였다. 대한민국에선 2009년 5월 5일부터 애니박스에서, 5월 22일부터 챔프TV에서 방영에 들어갔다.

#### 스태프
- 감독: 호소다 나오토
- 기획: 오오츠키 토시미치
- 시리즈 구성: 스즈키 마사시
- 캐릭터 디자인・총작화감독: 타나카 마사키
- 소도구 디자인: 와타나베 루리코
- 색채설계: 후쿠타니 나오키
- 미술감독: 토쿠다 요시유키
- 촬영감독: 모리시타 세이이치
- 편집: 이토 준이치
- 음향감독: 에비나 시노무리
- 음악: 미사와 아스히로
- 음악제작: 스타차일드 레코드
- 음악제작 협력: TV 도쿄 뮤직
- 프로듀서: 야마나카 타카히로, 이케다 신이치
- 애니메이션 프로듀서: 히라마츠 키요노리
- 애니메이션 제작: 아스리드
- 제작: 미나미가 한 그릇 더 제작위원회

#### 주제가
여는 곡《ココロノツバサ》(마음의 날개)
작사: 우란
작곡・편곡: 카와이 에이지
노래: 미나미가 세자매 (사토 리나, 이노우에 마리나, 치하라 미노리)
닫는 곡《その声が聴きたくて》(그 목소리가 듣고 싶어서)
작사: 우란
작곡・편곡: 오오쿠보 카오루
노래: 미나미가 세자매 (사토 리나, 이노우에 마리나, 치하라 미노리)
삽입곡《経験値上昇中☆》(경험치 상승중☆) (13화)
작사: 우란
작곡・편곡: 오오쿠보 카오루
노래: 미나미가 세자매 (사토 리나, 이노우에 마리나, 치하라 미노리)

#### 방영 목록
| 화수 | 화수      | 부제(한국어)                  | 부제(일본어)                       | 각본          | 콘티                          | 연출              | 작화감독                                                    | 원작 화(권)               |
| ---- | --------- | ----------------------------- | ---------------------------------- | ------------- | ----------------------------- | ----------------- | ----------------------------------------------------------- | ------------------------- |
| 1    | 첫 잔째   | 온천, 잘 먹겠습니다           | 温泉、いただきます                 | 스즈키 마사시 | 호소다 나오토                 | 호소다 나오토     | 타나카 세이키                                               | 72(4), 73(4), 74(4)       |
| 2    | 두 잔째   | 맛은 대대로 내려오는 것       | 味は代々受け継がれていくもの       | 스즈키 마사시 | 호소다 나오토                 | 호소다 나오토     | 와타나베 루리코                                             | 65(3)                     |
| 3    | 세 잔째   | 대접의 밤, 살며시 내볼래      | もてなしの夜、そっと出し           | 타키 코이치   | 호소다 나오토                 | 마츠모토 마사유키 | 모토바시 히데유키                                           | 44(3), 45(3)              |
| 4    | 네 잔째   | 정리해버려도 되나요?          | 片付けちゃっていいですか?          | 스즈키 마사시 | 호소다 나오토                 | 오스타니 마사히토 | 토리야마 후유미                                             | -                         |
| 5    | 다섯 잔째 | 꺼낸 밥그릇은 거둘 수가 없어  | 出した茶碗は引っ込められない       | 사토 카츠이지 | 호소다 나오토                 | 코바야시 코스케   | 코지마 토모카 와타나베 루리코 타나카 세이키                 | -                         |
| 6    | 여섯 잔째 | 식어도 따뜻한 우리 집 밥      | 冷めてもあったか、ウチゴハン       | 타키 코이치   | 호소다 나오토                 | 나카무라 사토미   | 모토바시 히데유키                                           | -                         |
| 7    | 일곱 잔째 | 씹으면 씹을수록 단맛이 나     | 噛めば噛むほど甘くなるんだよ       | 오시카 리에   | 와타리 아호도리               | 오스타니 마사히토 | 토리야마 후유미 야마자와 미노루                             | 27(2)                     |
| 8    | 여덟 잔째 | 수영장은 각자 부담이에요      | プールは別腹です                   | 스즈키 마사시 | 나가하마 노리히코             | 나가하마 노리히코 | 와타나베 루리코                                             | 38(2), 59(3), 60(3)       |
| 9    | 아홉 잔째 | 슬슬 괴로워? 비밀의 마코짱    | そろそろ苦しい? ひみつのマコちゃん | 타키 코이치   | 타카야마 이사오 호소다 나오토 | 나카무라 사토미   | 모토바시 히데유키                                           | 75(4), 62(4) 63(4), 79(4) |
| 10   | 열 잔째   | 꽃보다 경단을 찾을 나이       | 花より団子のお年頃                 | 오시카 리에   | 호소다 나오토                 | 코바야시 코스케   | 히라야마 에이지 오카다 마이코                               | 69(4), 76(4)              |
| 11   | 열한 잔째 | 역시나 위태로워졌어요         | さすがにヤバくなってきました       | 사토 카즈이치 | 타나카 모토카                 | 키타가와 마사토   | 다나카 마사야 카츠라 쇼조우 코바야시 이치조                 | 78(4), 92(5) 93(5), 64(4) |
| 12   | 열두 잔째 | 한입 더 먹는 게 괴로워요      | もう一口が辛いのです               | 타키 코이치   | 스즈키 이쿠                   | 호소다 나오토     | 코지마 토모카 와타나베 루리코 히라야마 에이지 오카다 마이코 | 77(4)                     |
| 13   | 열세 잔째 | 다 함께 모여서, 잘 먹었습니다 | みんな揃って                       | 스즈키 마사시 | 호소다 나오토                 | 호소다 나오토     | 와타나베 루리코 히라야마 에이지 코지마 토모카 타나카 세이키 | -                         |

### 미나미가 ~어서 와~
미나미가 ~어서 와~(일본어: みなみけ〜おかえり〜)는 2009년 1월부터 3월까지 TV도쿄계 방송국에서 방송되었다. 제작사는 2기와 같은 아스리드

#### 스태프
- 감독: 오이카와 케이
- 기획: 오오츠키 토시미치
- 시리즈 구성: 오시카 리에
- 캐릭터 디자인・총작화감독: 타나카 마사키
- 소도구 디자인: 와타나베 루리코
- 색채설계: 사토 유코
- 미술감독: 토쿠다 요시유키
- 미술설정: 泉寛
- 촬영감독: 후지타 사토시
- 편집: 이토 준이치
- 음향감독: 에비나 시노무리
- 음향효과: 야마타니 나오토
- OP콘티・OP연출 :엔도 테츠야
- ED콘티・ED연출・ED작화: 호소다 나오토
- 음악: 미사와 야스히로
- 음악제작: 스타차일드 레코드
- 음악제작 협력: TV 도쿄 뮤직
- 프로듀서: 야마나카 타카히로, 이케다 신이치
- 애니메이션 프로듀서: 히라마츠 키요노리
- 애니메이션 제작: 아스리드
- 제작: 미나미가 ~어서 와~ 제작위원회

#### 주제가
여는 곡《経験値速上々↑↑》(경험치 속도 상승↑↑)
작사: 우란
작곡・편곡: 오오쿠보 카오루
노래: 미나미가 세자매 (사토 리나, 이노우에 마리나, 치하라 미노리)
닫는 곡《絶対カラフル宣言》(절대 컬러풀 선언)
작사: 우란
작곡: 야마구치 아키히코
편곡: 키쿠야 미키
노래: 미나미가 세자매 (사토 리나, 이노우에 마리나, 치하라 미노리)

#### 방영 목록
| 화수 | 부제(한국어)     | 부제(일본어)   | 각본        | 콘티                                          | 연출                                          | 작화감독                                                    | 원작 화(권)                         |
| ---- | ---------------- | -------------- | ----------- | --------------------------------------------- | --------------------------------------------- | ----------------------------------------------------------- | ----------------------------------- |
| 1    | 새해 시작의      | 年の初めの     | 오시카 리에 | 오이카와 케이                                 | 오이카와 케이                                 | 타나카 세이키                                               | 98(5), 104(6) 89(5), 33(2)          |
| 2    | 나도             | オレも         | 오시카 리에 | 타카나시 히카루 오이카와 케이                 | 코바야시 코스케                               | 히라야마 에이지                                             | 95(5), 96(5) 102(6), 113(6)         |
| 3    | 싸움이라도       | ケンカでも     | 오시카 리에 | 오이카와 케이                                 | 스즈키 카오루                                 | 야츠 미야코                                                 | 57(3), 91(5) 61(4), 107(6)          |
| 4    | 있어야 할 질서가 | あるべき秩序が | 오시카 리에 | 야나세 유지                                   | 아라이 쇼고                                   | 야나세 죠지 나카지마 요시코                                 | 54(3), 88(5) 103(6), 108(6)         |
| 5    | 즐거워져         | 楽しくなる     | 오시카 리에 | 토쿠모토 요시노부                             | 토쿠모토 요시노부                             | 코지마 토모카                                               | 84(5), 110(6) 111(6), 112(6)        |
| 6    | 흘려버렸음 해    | 流してほしい   | 오시카 리에 | 타카나시 히카루                               | 하치쿠치 요스케                               | 고토 타카히로 오오노 츠토무                                 | 39(2), 85(5) 87(5), 66(4)           |
| 7    | 나라도 괜찮다면  | オレでよければ | 오시카 리에 | 카나사키 타카오미                             | 요시다 리사코                                 | 사사키 토시코 코바야시 타카시 미즈타니 마미코               | 90(5), 94(5), 114(6) 109(6), 115(6) |
| 8    | 법이에요         | 法ですよ       | 오시카 리에 | 엔도 테츠야                                   | 코바야시 코스케                               | 와타나베 루리코 히라야마 에이지                             | 50(3), 105(6), 68(4)                |
| 9    | 그렇구나         | そうか         | 오시카 리에 | 타카나시 히카루                               | 스즈키 카오루                                 | 야츠 미야코                                                 | 70(4), 71(4), 97(5)                 |
| 10   | 태도에는         | 態度には       | 오시카 리에 | 마츠이 히토유키                               | 코바야시 코스케                               | 코지마 토모카 히라야마 에이지 와타나베 루리코 오카다 마이코 | 80(4), 106(6) 52(3), 116(6)         |
| 11   | 좋은 이미지      | いいイメージ   | 오시카 리에 | 타카나시 히카루                               | 야마구치 요리후시                             | 아오노 아츠시 마츠오카 켄지                                 | 46(3), 99(5) 86(5), 100(5)          |
| 12   | 따뜻한 장소      | あったかい所   | 오시카 리에 | 호소다 나오토（A파트） 토모카 신페이（B파트） | 호소다 나오토（A파트） 토모카 신페이（B파트） | 호소다 나오토（A파트） 토모카 신페이（B파트）               | 31(2), 67(4) 82(5), 22(2)           |
| 13   | 우린 함께니까    | 一緒だからね   | 오시카 리에 | 오이카와 케이                                 | 오이카와 케이                                 | 와타나베 루리코 히라야마 에이지 코지마 토모카               | 81(4), 101(5), 83(5)                |

## OVA

### 미나미가 ~디저트~
2009년 6월 23일 미나미가 OAD가 단행본 6권의 초회한정판 특전으로 출시되었다. 제목은 미나미가 ~디저트~(일본어: みなみけ〜べつばら〜)이다.

#### 스태프
- 원작: 사쿠라바 코하루
- 감독: 오이카와 케이
- 기획: 이리에 요시오, 시미즈 야스오, 오오츠키 토시미치
- 캐릭터 디자인: 타나카 마사키
- 미술감독: 토쿠다 토시유키
- 색채설계: 사토 유코
- 색지정・검사: 사토 유코
- 특수효과: 사카이 쥬이치, 이시하라 토모미
- 편집: 이토 준이치
- 각본: 오시카 리에
- 연출: 코바야시 코스케
- 음악: 미사와 야스히로
- 음악제작: 스타차일드 레코드
- 프로듀서: 마츠시타 타쿠야, 타카나 마코토, 야마나카 타카히로
- 애니메이션 프로듀서: 히라마츠 키요노리
- 애니메이션 제작: 아스리드
- 제작: 미나미가 ~디저트~ 제작위원회

#### 주제가
여는 곡《春夏秋冬フェスティバル♪》(봄여름가을겨울 페스티벌♪)
작사: ENA☆
작곡: 야마구치 아키히코
편곡: 카와이 에이지
노래: 미나미가 세자매 (사토 리나, 이노우에 마리나, 치하라 미노리)
닫는 곡《ありがとうサンキュ》(고마워 땡큐)
작사: 우란
작곡・편곡: 오오쿠보 카오루
노래: 미나미가 세자매 (사토 리나, 이노우에 마리나, 치하라 미노리)
삽입곡《経験値速上々↑↑》(경험치 속도 상승↑↑) (1화)
작사: 우란
작곡・편곡: 오오쿠보 카오루
노래: 미나미가 세자매 (사토 리나, 이노우에 마리나, 치하라 미노리)
삽입곡《絶対カラフル宣言》(절대 컬러풀 선언) (4화)
작사: 우란
작곡: 야마구치 아키히코
편곡: 키쿠야 미키
노래: 미나미가 세자매 (사토 리나, 이노우에 마리나, 치하라 미노리)

#### 방영 목록
| 화수 | 부제(한국어)  | 부제(일본어) | 각본        | 콘티              | 연출            | 작화감독        | 원작 화(권) |
| ---- | ------------- | ------------ | ----------- | ----------------- | --------------- | --------------- | ----------- |
| 1    | 먹어볼까      | いただこう   | 오시카 리에 | 오이카와 케이     | 코바야시 코스케 | 코바야시 타카시 | 119(6)      |
| 2    | 그럴지도 몰라 | かもしれない | 오시카 리에 | 오이카와 케이     | 코바야시 코스케 | 코바야시 타카시 | 118(6)      |
| 3    | 의욕          | やる気       | 오시카 리에 | 코바야시 코스케   | 코바야시 코스케 | 코지마 토모카   | 121(6)      |
| 4    | 할 수 있는 것 | できること   | 오시카 리에 | 카나사키 타카오미 | 코바야시 코스케 | 와타나베 루리코 | 122(6)      |

### 미나미가 ~기다렸지~
2012년 12월 5일 미나미가 OAD가 단행본 10권의 초회한정판 특전으로 출시되었다. 제목은 미나미가 ~기다렸지~(일본어: みなみけ〜おまたせ〜)이다.

### 미나미가 ~여름방학~
2013년 8월 6일 미나미가 OAD가 단행본 11권의 초회한정판 특전으로 출시되었다. 제목은 미나미가 ~여름방학~(일본어: みなみけ〜夏やすみ〜)이다.

## 라디오
미나미가의 모두 들어 (みなみけのみなきけ)라는 제목으로 애니메이트 TV에서 매주 금요일에 방영했다. 애니메이션 3기의 방영시에는 명칭을 미나미가 모두 들어 ~어서 와~ (みなきけ おかえり)로 바꿔서 이전 라디오 공식 사이트에서 방영했다.
방영 시간
- 미나미가의 모두 들어

2007년 9월 28일 ~ 2008년 7월 31일
- 미나미가 모두 들어 ~어서 와~

2009년 1월 9일 ~ 2009년 9월 30일
진행자
사토 리나 (미나미 하루카 역), 이노우에 마리나 (미나미 카나 역), 치하라 미노리 (미나미 치아키 역)
게스트
- 미나미가의 모두 들어

1. 19화 토요사키 아키 (요시노 역)
2. 20화 모리나가 리카 (마코토 / 마코짱 역)
3. 29화 키타무라 에리 (우치다 역)
4. 35화 오노 다이스케 (호사카 역)

- 미나미가 모두 들어 ~어서 와~

1. 5화 코바야시 유우 (〈오늘의 5의 2〉/ 사토 료타 역)
2. 8화 모리나가 리카 (마코토 / 마코짱 역)